# Bo Horvat
Bowie William Horvat (* 5. dubna 1995 London) je kanadský profesionální hokejový centr působící v týmu New York Islanders v americko-kanadské NHL. V roce 2013 byl draftován jako devátý celkově týmem Vancouver Canucks, kde od roku 2019 až do své výměny do Islanders v roce 2023 působil jako kapitán. Během své juniorské kariéry v Ontario Hockey League získal v roce 2013 Wayne Gretzky 99 Award jako nejužitečnější hráč play-off. Mimo jiné se mu spolu s týmem London Knights podařilo soutěž dvakrát vyhrát. Na mezinárodní scéně reprezentuje Kanadu.

## Mládí
Narodil se 5. dubna 1995 v Londonu v Ontariu do rodiny Tima a Cindy Horvatových. Vyrůstal v Rodney a v dětství byl fanouškem týmu Detroit Red Wings.

## Hráčská kariéra

### Vancouver Canucks (2014–2023)
V NHL debutoval 4. listopadu 2014 proti Colorado Avalanche. Svoji první branku v NHL vstřelil o šest zápasů později, 20. listopadu, proti Anaheim Ducks. V následujícím zápase proti Chicago Blackhawks zaznamenal tři asistence a pomohl tak k výhře 4:1. Trenér Canucks později v průběhu sezónu uvedl, že neočekával, že by se Horvat usadil v sestavě. Hrál ve formaci s Jannikem Hansenem a Ronaldsem Ķēniņšem. Během prvního roku strávil na ledě v průměru 12:15 minut na zápas. V 68 zápasech zaznamenal 13 gólů a 12 asistencí. Dvakrát se umístil na pátém místě v hlasování o Calder Memorial Trophy, která je udělována nejlepšímu nováčkovi soutěže.

## Statistiky

### Klubové
| 2011/2012    | London Knights     | OHL          | 64  | 11  | 19  | 30  | 8   | 18 | 1  | 3 | 4  | 0  |
| 2012/2013    | London Knights     | OHL          | 67  | 33  | 28  | 61  | 29  | 21 | 16 | 7 | 23 | 10 |
| 2013/2014    | London Knights     | OHL          | 54  | 30  | 44  | 74  | 36  | 9  | 5  | 6 | 11 | 4  |
| 2014/2015    | Utica Comets       | AHL          | 5   | 0   | 0   | 0   | 4   | —  | —  | — | —  | —  |
| 2014/2015    | Vancouver Canucks  | NHL          | 68  | 13  | 12  | 25  | 16  | 6  | 1  | 3 | 4  | 2  |
| 2015/2016    | Vancouver Canucks  | NHL          | 82  | 16  | 24  | 40  | 18  | —  | —  | — | —  | —  |
| 2016/2017    | Vancouver Canucks  | NHL          | 81  | 20  | 32  | 52  | 27  | —  | —  | — | —  | —  |
| 2017/2018    | Vancouver Canucks  | NHL          | 64  | 22  | 22  | 44  | 10  | —  | —  | — | —  | —  |
| 2018/2019    | Vancouver Canucks  | NHL          | 82  | 27  | 34  | 61  | 33  | —  | —  | — | —  | —  |
| 2019/2020    | Vancouver Canucks  | NHL          | 69  | 22  | 31  | 53  | 21  | 17 | 10 | 2 | 12 | 4  |
| 2020/2021    | Vancouver Canucks  | NHL          | 56  | 19  | 20  | 39  | 23  | —  | —  | — | —  | —  |
| 2021/2022    | Vancouver Canucks  | NHL          | 70  | 31  | 21  | 52  | 40  | —  | —  | — | —  | —  |
| 2022/2023    | Vancouver Canucks  | NHL          | 49  | 31  | 23  | 54  | 12  | —  | —  | — | —  | —  |
| 2022/2023    | New York Islanders | NHL          | 30  | 7   | 9   | 16  | 6   | 6  | 1  | 1 | 2  | 0  |
| 2023/2024    | New York Islanders | NHL          | 81  | 33  | 35  | 68  | 39  | 5  | 1  | 2 | 3  | 0  |
| 2024/2025    | New York Islanders | NHL          | 81  | 28  | 29  | 57  | 16  | —  | —  | — | —  | —  |
| Celkem v NHL | Celkem v NHL       | Celkem v NHL | 813 | 269 | 292 | 561 | 261 | 34 | 13 | 8 | 21 | 6  |

### Reprezentační
| Rok                           | Tým                           | Soutěž                        |    | Z | G | A  | B  | TM |
| ----------------------------- | ----------------------------- | ----------------------------- | -- | - | - | -- | -- | -- |
| 2011                          | Ontario                       | KH                            | 6  | 4 | 5 | 9  | 6  |    |
| 2012                          | Ontario                       | WHCh U-17                     | 6  | 4 | 3 | 7  | 6  |    |
| 2012                          | Kanada                        | MIH                           | 5  | 2 | 2 | 4  | 6  |    |
| 2014                          | Kanada                        | MSJ                           | 7  | 1 | 2 | 3  | 6  |    |
| 2018                          | Kanada                        | MS                            | 10 | 3 | 4 | 7  | 0  |    |
| Celkem v juniorských utkáních | Celkem v juniorských utkáních | Celkem v juniorských utkáních | 18 | 7 | 7 | 14 | 18 |    |
| Celkem v seniorských utkáních | Celkem v seniorských utkáních | Celkem v seniorských utkáních | 10 | 3 | 4 | 7  | 0  |    |

## Ocenění
| Cena                                                | Rok        | Zdroj         |
| OHL                                                 | OHL        | OHL           |
| --------------------------------------------------- | ---------- | ------------- |
| Vítěz Ontario Hockey League (J. Ross Robertson Cup) | 2012, 2013 |               |
| Wayne Gretzky 99 Award                              | 2013       | [ 10 ]        |
| CHL                                                 |            |               |
| George Parsons Trophy                               | 2013       | [ 11 ]        |
| NHL                                                 |            |               |
| NHL All-Star Game                                   | 2017, 2023 | [ 12 ] [ 13 ] |
| Vancouver Canucks                                   |            |               |
| Pavel Bure Most Exciting Player Award               | 2016, 2017 |               |
| Cyrus H. McLean Trophy                              | 2017       |               |
| Cyclone Taylor Trophy                               | 2017, 2021 |               |